# Connor Mills
Connor Alexander Mills (* 8. Februar 1998 in Strausberg) ist ein ehemaliger deutscher Kinderdarsteller. Er erlangte vor allem durch seine Rolle Jonas Hauser, die er von 2009 bis 2012 in 49 Episoden von Unser Charly innehatte, überregionale Bekanntheit.

## Leben und Karriere
Connor Mills wurde am 8. Februar 1998 in der amtsfreien Stadt Strausberg, nahe der deutschen Bundeshauptstadt Berlin, geboren. Nachdem er in den Jahren 2005 und 2006 erstmals in Werbespots der Unternehmen Miele und Hermes vor der Kamera stand, sowie im letztgenannten Jahr im Musikvideo zu Bela B.s Tag mit Schutzumschlag, unter der Regie von Norbert Heitker, mitgewirkt hatte, wurde er 2006 auch in der Seifenoper Gute Zeiten, schlechte Zeiten eingesetzt. Von da an wurde Mills, der neben seiner Muttersprache Deutsch auch noch Englisch und Spanisch beherrscht, laufend gebucht. So sah man ihn im darauffolgenden Jahr unter der Regie von Jorgo Papavassiliou im Thriller Unter Mordverdacht – Ich kämpfe um uns in der Rolle des Tom Lehmann, Sohn von Katharina und Michael Lehmann (gespielt von Bettina Zimmermann und Kai Wiesinger), oder in Thomas Nennstiels Die Masche der Liebe. Noch im gleichen Jahr war er auch als Waisenkind Hermann in Gabi Kubachs Neuverfilmung Suchkind 312, als Philipp Winterfeld in Oh Tannenbaum unter der Regie von Matthias Tiefenbacher und im Kriminalfilm Polizeiruf 110: Dunkler Sommer, Teil der berühmten Polizeiruf-110-Reihe, unter Regisseur Hendrik Handloegten im Einsatz. Nachdem es 2008 weitgehend ruhig um das Nachwuchsschauspieltalent wurde, kam er im darauffolgenden Jahr als Hauptdarsteller Jonas Hauser in das Ensemble der langjährigen ZDF-Fernsehserie Unser Charly. Diese Rolle in der Serie, die nach anhaltenden Protesten und jahrelanger Kritik im Jahre 2012 endgültig eingestellt wurde, hatte er bis zum Ende in 49 verschiedenen Episoden inne. Danach wurde es ruhig um Mills, der danach bis dato (Stand: Mai 2022) in keiner weiteren nennenswerten Produktion mehr eingesetzt wurde, womit seine Zeit als Nachwuchsschauspieler als beendet angesehen werden kann.

## Filmografie
Filmauftritte (auch Kurzauftritte)
- 2007: Unter Mordverdacht – Ich kämpfe um uns
- 2007: Die Masche mit der Liebe
- 2007: Suchkind 312
- 2007: Polizeiruf 110: Dunkler Sommer
- 2007: Oh Tannenbaum
- 2012: Wir wollten aufs Meer

Serienauftritte (auch Gast- und Kurzauftritte)
- 2006: Gute Zeiten, schlechte Zeiten (unbekannte Anzahl an Episoden)
- 2009–2012: Unser Charly (49 Episoden)